# Hofmann-Löffler-Freytag-Reaktion
Bei der Hofmann-Löffler-Freytag-Reaktion handelt es sich um eine Namensreaktion in der Organischen Chemie, die nach August Wilhelm von Hofmann, Karl Löffler und Curt Freytag benannt wurde. Bei dieser Reaktion werden cyclische Amine aus acyclischen Aminen synthetisiert.

## Mechanismus
Als acyclisches Amin wird hier ein N-Bromamin benutzt. Als Halogen können auch Iod oder Chlor verwendet werden. Bei den Resten R1 und R2 handelt es sich um Alkyl- oder Arylgruppen. Auch Wasserstoff ist als Rest möglich. Im sauren Medium greift das Stickstoffatom in einer Gleichgewichtsreaktion ein Proton an und es entsteht ein Ammoniumsalz. Unter der Bedingung Hitze oder UV-Strahlung spaltet sich ein Brom-Radikal von dem positiv geladenen Stickstoff ab. Im nächsten Schritt lagert sich das Proton an den Stickstoff, woraufhin sich ein Brom-Radikal an das Alkyl-Radikal bindet. Durch eine Base, hier mit einem Hydroxidion, wird ein Proton abgespalten. Danach wird das Brom abgespalten und es bildet sich ein cyclisches Molekül. Durch ein weiteres Hydroxidion wird ein weiteres Proton abgespalten und es entsteht ein cyclisches Amin.